# Aż tu nagle, zeszłej zimy

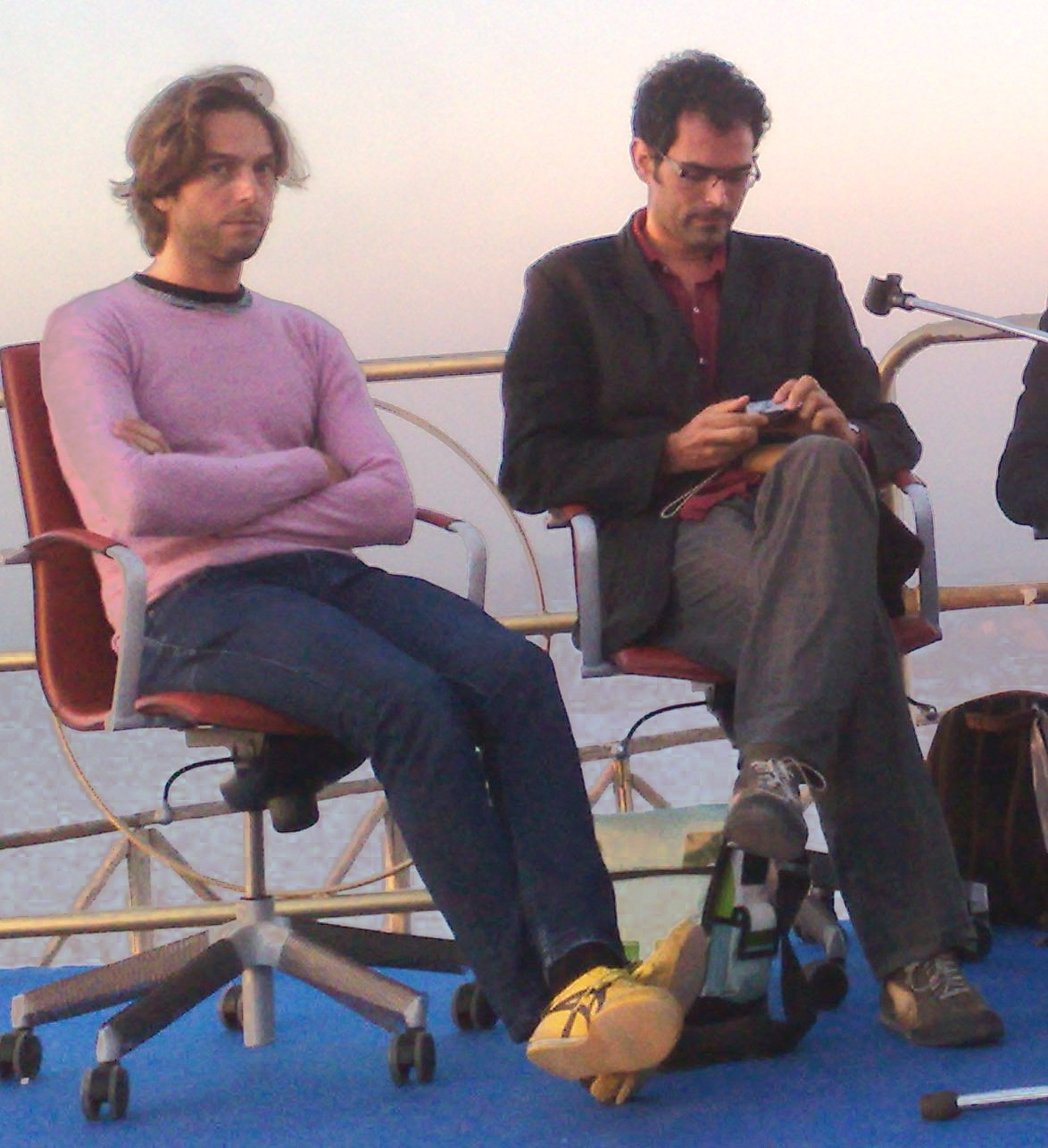
Gustav Hofer i Luca Ragazzi.

Aż tu nagle, zeszłej zimy (lub Nagle, zeszłej zimy; tytuł oryg. Improvvisamente l'inverno scorso) – włoski film dokumentalny z 2008 roku, którego bohaterami jest para homoseksualistów: niezależny filmowiec i korespondent programu telewizyjnego Gustav Hofer oraz dziennikarz i fotograf Luca Ragazzi. Premiera filmu odbyła się w lutym 2008 podczas Międzynarodowego Festiwalu Filmowego w Berlinie.

## Festiwale filmowe
Film zaprezentowano podczas następujących festiwali filmowych:
- 2008: Niemcy − Międzynarodowy Festiwal Filmowy w Berlinie
- 2008: Stany Zjednoczone − Brooklyn International Film Festival
- 2008: Finlandia − Espoo Film Festival
- 2008: Argentyna − Diversa Film Festival
- 2009: Stany Zjednoczone − Palm Springs International Film Festival
- 2009: Włochy − Milan International Lesbian and Gay Film Festival
- 2009: Czechy − One World Film Festival

## Nagrody i wyróżnienia
- 2008, Międzynarodowy Festiwal Filmowy w Berlinie:
  - nagroda im. Manfreda Salzgebera − specjalne wyróżnienie (nagrodzeni: Gustav Hofer i Luca Ragazzi)
- 2008, Milan International Lesbian and Gay Film Festival:
  - nagroda dla najlepszego filmu dokumentalnego (Gustav Hofer i Luca Ragazzi)
- 2009, Italian National Syndicate of Film Journalists:
  - nagroda Silver Ribbon w kategorii najlepszy film dokumentalny (Gustav Hofer i Luca Ragazzi)